# 黒田鵬心
黒田 鵬心（くろだ ほうしん、1885年（明治18年）1月15日 - 1967年（昭和42年）3月15日）は、日本の美術評論家。建築や都市についての評論も行ない、日本において美的観点から都市について言及した最初の論者とされる。本名は黒田朋信。

## 生涯
東京生まれ。東京府立第一中学校（日比谷高校）卒業。同級生に、市河三喜や石塚粂蔵など。中学時代には「白影」の号で短歌を詠み、読売新聞などに投稿した。また、読売新聞主催の作文コンクールに2年連続入選。
第一高等学校を経て、東京帝国大学文科大学哲学科（美学専攻）に進み、大塚保治の指導を受けた。在学中は、哲学科の講師を務めていた関野貞を通じて建築学科の後藤慶二、咲寿栄一らと親交を深める。卒業後、読売新聞に入社、文化欄の記者になった。美術評論、建築評論を多く執筆。『建築畫報』の編集に携わる。趣味叢書を企画し、『都市の美観と建築』（1914年）などを刊行した。
1918年、三越呉服店に入社し、PR誌「三越」を編集。この頃から建築評論に距離を置くようになる。
1922年より、フランス人画商デルスニスが開催するフランス美術展（仏展）に関わるようになり、1924年には三越を退社し、デルスニスと共同で日仏芸術社を設立。展覧会によりフランス美術の紹介に努め、作品の販売も行った。しかし、採算を度外視してロダンの大作を搬入したことや、パリで開催した日本美術展の赤字などにより、デルスニスも経済的苦境に陥り、1931年に日仏芸術社は解散した。
この間、文化学院教授などを務める。また、戦後の1949年-1966年は東京家政大学教授を務めた。

## 著書
- 美術辞典（石井柏亭、結城素明共著 日本美術学院、1913年）
- 東京百建築（編著、1915年）
- 仏蘭西創作版画集（日佛藝術社,1927年）
- 鵬心選集（1・2・3・5・7・8・9巻が既刊、1953-1956年）
  - (1)日本を中心とする東亜美術史、(2)岡倉天心と其時代、(3)美学及芸術学入門、(5)古社寺行脚、(7)自然美と風景、(8)都市美と建築、(9)巴里の思出